# Herborner Schlumpeweck
Der Herborner Schlumpeweck ist ein Kabarettpreis, der 2008 von den „Herborner Heimatspielern“ ins Leben gerufen wurde und seitdem jährlich im September in der KulturScheune in Herborn vergeben wird.
Zugelassen sind Künstler aus den Bereichen Kleinkunst, Kabarett, Comedy und Varieté.
Die drei Jurypreise und der Publikumspreis sind mit insgesamt 8000 Euro dotiert.
Die Trophäe besteht aus der Bronzeskulptur eines Schlumpewecks, eines für die Region typischen, runden, mit Apfelmus gefüllten und in der Pfanne ausgebackenen Hefeteig-Gebäcks.

## Preisträger
- 2008: 1. Waschkraft 2. Wolfgang Trepper 3. Michael Krebs; Publikumspreis: Waschkraft
- 2009: 1. Ass-Dur 2. Bidla Buh 3. Butterfahrt 5; Publikumspreis: Ass-Dur
- 2010: 1. Mannheimer KultUrknall 2. Ulan & Bator 3. Julian Heun; Publikumspreis: Linne & Riesling
- 2011: Jurypreise: Wortfront; Die Mimusen; Fee Badenius; Publikumspreis: Wortfront
- 2012: Jurypreise: René Steinberg; Marcus Jeroch; Ensemble Weltkritik; Publikumspreis: Muttis Kinder
- 2013: Jurypreise: Benjamin Tomkins; Nagelritz; Sebastian Nitsch; Publikumspreis: Lars Redlich
- 2014: Jurypreise: Zu Zweit; Harry & Jakob; pro: C-Dur; Publikumspreis: Matthias Romir
- 2015: Jurypreise: Holger Edmaier; Marco Tschirpke; Vocal Recall; Publikumspreis: Starbugs
- 2016: Jurypreise: Belle Mélange; RaDeschnig; Frank Sauer; Publikumspreis: Les papillons
- 2017: Jurypreise: Tonträger; Marc Weide; Götz Frittrang; Publikumspreis: Tonträger
- 2018: Jurypreise: Olaf Bossi; Stefan Danziger; Quichotte; Publikumspreis: Thomas Schreckenberger
- 2019: Jurypreise: Gabor Vosteen; Sulaiman Masomi; Tom van Orten; Publikumspreis: Felice & Cortes Young
- 2020: Jurypreise: Matthias Reuter, Bastian Korff & Florian Ludewig, Erik Lehmann; Publikumspreis: Anne Folger
- 2021: Jurypreise: Bernard Paschke, Fischer & Jung, Florian Hacke; Publikumspreis: Benno & Max
- 2022: Jurypreise: Duo Mackefisch, Dr. Pop, Kaiser & Plain; Publikumspreis: Florian Wagner
- 2023: Jurypreise: Stefan Waghubinger, Der Tod, Science-Bird, Sascha Vogel; Publikumspreis: Junge Junge